# Зирихщрасе
„Зирихщрасе“ (на немски: Sierichstraße) е улица сред основните пътни артерии, свързващи центъра на гр. Хамбург, Германия със северните квартали.
„Зирихщрасе“ и южното ѝ продължение „Херберт-Вайхман-Щрасе“ се намират от източната страна на езерото Алстер. И двете са двулентови и еднопосочни и менят посоката си на движение 2 пъти в денонощието - от 4 сутринта до 12 на обяд в посока към центъра и от 12 до 4 в посока север. Това я прави единствената по рода си улица в Европа.
През 1863 г. „Зирихщрасе“ е наречена на земевладелеца и златар Адолф Зирих, който наследява имоти в тогавашното село Винтерхуде, а по-късно изкупува западната част на селото и създава нужната инфраструктура, за да може то да се превърне в квартал на Хамбург.
През 1950-те години се обмисля разширение на „Зирихщрасе“, за да може да поеме натовареното движение, но плановете не срещат одобрението на живеещите на улицата, а освен това при разширението трябвало да бъдат отсечени десетките дъбове по нейното протежение. Прието е предложението да се използва практиката от големите американски градове, където улиците са с променлива посока на движение в зависимост от пиковите часове.
На улицата се намира и едноименната станция на метрото, която е сред най-старите в града.